# Stephanie Senge
Stephanie Senge (* 1972 in München) ist eine deutsche Künstlerin, die in Berlin lebt.
Senge studierte von 1996 bis 2003 an der Akademie der Bildenden Künste München bei Olaf Metzel. Ihre künstlerische Arbeit, die Skulpturen, Installationen, Fotografien, Gemälde sowie Aktionen im öffentlichen Raum umfasst, widmet sich der aktuellen Konsumkultur in ihrer globalen Ausprägung. Senge reflektiert die ambivalente Rolle von Konsumprodukten, die einerseits lustvolle Sinnstifter, andererseits zynische Ressourcenverschwendung sein können.

## Einzelausstellungen in Museen (Auswahl)
- 2008: „Der starke Konsument“, Zentrum für Kunst und Medien (ZKM) Karlsruhe
- 2010: Müpa Budapest (Museum Ludwig Budapest)
- 2015: „Jetzt noch mehr Inhalt“, Museum für konkrete Kunst Ingolstadt

## Auszeichnungen (Auswahl)
- 2004: Arbeitsstipendium Stiftung Kunstfonds
- 2005: DAAD-Stipendium Japan
- 2005: Förderpreis für Bildende Kunst der Landeshauptstadt München
- 2008: Arbeitsstipendium MuseumsQuartier Wien

## Bücher
- 2013: Der starke Konsument. Ikebana als Wertschätzungsstrategie. Verlag für moderne Kunst, Nürnberg (mit Texten von Bazon Brock, Bernhart Schwenk, Peter Weibel)
- 2015: Konsumidealismus. Verlag für moderne Kunst, Wien (mit Texten von Bazon Brock, Miriam Fuggenthaler, Simone Schimpf, Wolfgang Ullrich)